# Sportpark Strandvliet
Het Sportpark Strandvliet is een sportcomplex in de gemeente Ouder-Amstel. Het sportpark ligt op de grens met de gemeente Amsterdam, stadsdeel Zuidoost, dicht bij het stadion Amsterdam ArenA.
Het sportpark, in de jaren 1970 aangelegd, is evenals het nabijgelegen metrostation Strandvliet genoemd naar een in 1972 afgebroken historische boerderij. Begin jaren 1990 wilde de voetbalclub Ajax dit sportpark ovenemen, maar Ajax heeft zich uiteindelijk in 1996 op het westelijker gelegen sportpark De Toekomst gevestigd.
De bespelers van Strandvliet zijn de amateurvoetbalclub FC Amsterdam (voortgekomen uit FC Amstelland en Amsterdam United), met twee kunstgrasvelden en één (natuur)grasveld, en de Tennisclub Strandvliet.
De plannen van de gemeente Ouder-Amstel voor het bouwen van een nieuw dorp kunnen grote gevolgen hebben voor het sportpark. Volgens dit plan, De Nieuwe Kern, zal onder meer het huidige terrein van Sportpark De Toekomst bebouwd worden en zal de functie hiervan worden overgenomen door Sportpark Strandvliet. Dat zou betekenen dat Ajax alsnog op Strandvliet gaat spelen.